# Ковбой Бибоп
Ковбой Бибоп, или Cowboy Bebop (яп. カウボーイビバップ Каубо:и Бибаппу, «Ковбойский бибоп») — сериал, созданный студией Sunrise. Съёмочную группу возглавил режиссёр Синъитиро Ватанабэ, сценаристом выступила Кэйко Нобумото. Композитор — Ёко Канно. Главный аниматор и дизайнер персонажей — Тосихиро Кавамото, дизайнер механизмов — Кимитоси Яманэ.
События Cowboy Bebop происходят в 2071 году, где Земля практически безжизненна, а человечество расселилось по всем доступным планетам и их спутникам Солнечной системы. К 2071 году достаточно распространённой стала профессия охотника за головами — «космического ковбоя», путешествующего по обитаемому космосу в поисках преступников, за поимку которых живыми назначена награда, выплачиваемая в марсианских вулонгах. Именно этим зарабатывает себе на жизнь экипаж межпланетного корабля под названием Bebop, на котором судьба сводит четырёх человек и одну собаку.
Позже были выпущены два издания манги и полнометражный анимационный фильм.

## Сюжет
«Cowboy Bebop» рассказывает историю людей, живущих на космическом корабле под названием «Бибоп». Название космического корабля происходит от музыкального направления бибоп, который пришёл на смену свингу в начале 1940-х гг. Бибоп является прародителем современного джаза. Джет Блэк, бывший полицейский детектив и владелец данного корабля, и Спайк Шпигель, человек с тёмным прошлым, — напарники, которые путешествуют вместе и живут тем, что зарабатывают профессией охотников за головами, ставшей распространённой.

## Мир произведения
В 2021 году по всей Солнечной системе были построены гиперпространственные терминалы кольцеобразной формы, существенно облегчившие межпланетное сообщение. Cистема содержала критическую ошибку, которую конструкторы проигнорировали. Нестабильность прогрессировала, пока один из терминалов в районе Земли не взорвался. Силы взрыва и количества высвобожденной энергии хватило для того, чтобы расколоть Луну. Одним из последствий катастрофы стали непрекращающиеся метеоритные дожди на Земле, состоящие из обломков Луны. В результате катастрофы погибло 4,7 миллиарда человек, что превысило жертвы всех известных в истории катастроф. По прошествии некоторого времени осколки Луны продолжали бомбардировать планету приблизительно с частотой грозовых ливней, вынуждая оставшееся население планеты жить ниже уровня поверхности. Большинство из выживших покинуло Землю и разъехалось по Солнечной системе. Беженцы были приняты в колонии на Венере, Марсе, некоторых обитаемых астероидах, на спутнике Сатурна — Титане, на лунах Юпитера — Ио, Каллисто, Европе, Ганимеде, а также на космических станциях и в исправительной колонии на Плутоне. Как видно из плакатов и рекламы в Солнечной системе, общество весьма неоднородно. Так английский, французский, иврит, испанский, русский, китайский, японский языки являются наиболее распространёнными. Население Солнечной системы составляет всего 1,5 миллиарда человек.
Многие ударные кратеры Марса были обжиты и оборудованы под разрастающиеся метрополии для тех, кто может позволить себе проживание в них. Поверхность Венеры была изменена, плавающие в атмосфере растения обеспечили население кислородом. Но процесс обеспечения кислородом не идеален, так как споры растений вызывают у некоторых людей «Венерианскую лихорадку». Человек, пораженный Венерианской лихорадкой может ослепнуть или умереть если не обеспечить своевременное и очень дорогое медицинское вмешательство. Некоторые луны Юпитера, такие как Ио, Ганимед и Каллисто, были колонизированы с разной степенью успеха. Каллисто — холодный и негостеприимный спутник (на нём находится город Blue Crow с практически 100 % мужского населения), в то время как Ио — вулканический песчаный шар с токсичной атмосферой. Ганимед в свою очередь практически полностью покрыт водой и известен давно развившейся рыболовной отраслью. Титан, наибольший спутник Сатурна, покрыт пустыней, население ведёт войны с 2060-х годов. Во время Второй войны на Титане выжили лишь ветераны, такие как Вишез, Грен, Винсент и Электра. Исправительная колония Солнечной системы на Плутоне, а также некоторые колонии на астероидах (например, Тихуана) были основаны для разработки природных ресурсов.
После развития космических путешествий, правительство легализовало охоту за головами по примеру Дикого Запада для снижения уровня преступности. Охотники за головами призваны ловить и передавать властям преступников живыми за денежное вознаграждение. В этом им помогает регулярная телепередача «Big Shot», которую ведут Панч (темнокожий мужчина с ярко выраженной мексиканской внешностью и акцентом) и Джуди (блондинка с практически открытой грудью). Охотников за головами на сленге называют «ковбоями». Кроме того большое влияние в Солнечной системе имеют безжалостные и кровожадные криминальные синдикаты, которые занимаются взяточничеством, вымогательствами, убийствами, распространением наркотиков, отмыванием денег и другими противоправными действиями. Вулонг — универсальная валюта всей Солнечной системы, бумажные же деньги получили меньшее распространение с тех пор, как большинство стало пользоваться удобными банковскими картами и больше полагаться на цифровые денежные переводы.
Технология в мире Cowboy Bebop получила развитие в сравнении с XX веком. Медицинские разработки, такие как искусственные органы, репродукция органов и криогенная заморозка были усовершенствованы и используются повсеместно. Развлекательное оборудование для домашнего использования называется «Альфа Кэтч» и представляет собой прямой интерфейс к человеческому мозгу, используемый для захвата и проекции изображений, игр и анимации. Игры в виртуальной реальности — это стандарт, который является аналогом видеокассет (VHS или Betacam), которые теперь считаются антиквариатом. Также Интернет эволюционировал в Сеть Солнечной системы. Новые поколения хакеров называются «сетевыми ныряльщиками».

### Персонажи
Спайк Шпигель (яп. スパイク・スピーゲル Супайку Супи:гэру) — в прошлом состоял в преступном синдикате «Красный Дракон». Источником вдохновения для боевых искусств Спайка является Брюс Ли. Он на высоком уровне владеет боевой техникой Джит Кун-До. Меткий стрелок и искусный пилот. Замкнут, не рассказывает и не отвечает на вопросы о своём прошлом. Спайк отчаян, часто подвергает себя нерациональному риску, не боится умереть. Не доверяет людям. При этом он благороден и бескорыстен, помогает людям, если считает, что те достойны и заслуживают этого (так, например, он оплачивает дорогостоящую операцию по излечению слепоты сестре погибшего Рокко). Потерянный в перестрелке с синдикатом глаз заменён кибернетическим — «Один мой глаз видит только прошлое, другой настоящее». Очень много и часто курит. По словам Спайка, есть всего три вещи, которые он ненавидит — это дети, животные и женщины (и именно они оказались вместе с ним на корабле). Близких ему людей немного, но ради них готов на всё. Любил и будет любить только Джулию. Спайк отлично играет в бильярд. Персонаж занимает 6 строчку в списке 25 лучших персонажей аниме всех времён по версии IGN.
Сэйю: Коити Ямадэра
Джет Блэк (яп. ジェット・ブラック Джэтто Буракку) — в своём прошлом Джет работал на Ганимеде офицером-детективом в полиции Солнечной Системы (ISSP — Inter Solar System Police). Там он получил прозвище «Чёрный Пёс» (Black Dog) за свою крепость характера и твёрдую волю. Был предан своим другом и напарником из ISSP, от которого получил пулю, в результате чего Джет лишился своей левой руки. Отстреленная рука заменена на кибернетический протез. Когда-то на своей родине — Ганимеде, Джет жил с женщиной, Алисой, которую любил, но она ушла от него без особых на то причин (как она говорит, из-за чрезмерного опекунства и защиты с его стороны, что ей даже ничего не приходилось выбирать и делать). Также как и Спайк, Джет предпочитает не рассказывать о своём прошлом. Любит блюз и джаз. Также Джет хороший механик, ему часто приходится чинить корабли после всех передряг, в которые они со Спайком попадают.
Сэйю: Унсё Исидзука
Фэй Валентайн (яп. フェイ・ヴァレンタイン Фэй Варэнтайн) — Фэй очнулась в криогенном центре. Она ничего не помнит о своём прошлом. Должна большую сумму денег медицинскому центру, в котором содержалась в криогенном сне. Картёжница, шулер, страдает от лудомании. По характеру Фэй эгоистичная, наглая и подлая. Знает о своей привлекательности и умеет этим пользоваться. В детстве она была обычной, тихой и скромной девочкой, мечтающей о светлом будущем, но после катастрофы на Земле была заморожена в анабиозе и оживлена много лет спустя. Стала жертвой мошенников, подставивших её и потребовавших выплатить 300 миллионов вулонгов. Говорит, что с ней не происходило ничего хорошего, когда она доверяла другим, и считает, что «или обманешь ты, или обманут тебя». Умеет постоять за себя, если придётся. Фамилия «Валентайн» — не настоящая, её дал доктор, который вывел Фэй из анабиоза. Что касается имени Фэй, то оно настоящее (бывшая одноклассница, которая стала старушкой, зовёт её по имени Фэй). Со временем Фэй действительно привязывается к экипажу Бибопа и признаётся, что это единственное место, куда она может вернуться как домой.
Сэйю: Мэгуми Хаясибара
Эдвард (яп. エドワード・ウォン・ハウ・ペペル・チブルスキー4世 Эдова:до Он Хау Пэпэру Тибурусуки: Ён-сай) — юный и эксцентричный гениальный компьютерный хакер. Радикал Эдвард (Radical Edward) — хакерский псевдоним. На самом деле Эд — девочка, а не мальчик, хоть её имя и андрогинная внешность говорят об обратном. Имя «Edward Wong Hau Pepelu Tivrusky IV» — вымышленное, она дала его себе сама после побега из приюта. В одной из серий, когда был найден её отец, сообщается её настоящее имя — Франсуаза Эпплдели (фр. Françoise Appledelhi). По ходу сериала постоянно совершает невероятные эксцентричные и безумные поступки. Всегда ходит босиком и говорит о себе в третьем лице. Любит пса Айна и ходить в видео очках. Может взломать почти любое электронное устройство. Хорошо играет в шахматы.
Сэйю: Аой Тада
Айн — пёс породы вельш-корги, который подвергся секретным лабораторным экспериментам. Обладает уникальными умственными способностями. Неизвестно насколько широки его возможности, и каким именно изменениям подвергли его мозг, однако он представляет собой огромную ценность с точки зрения проводивших над ним опыты. Умеет разговаривать с другими животными. Использовался для обмана зомбирующей телесети. Неофициально за его поимку было назначено крупное вознаграждение. Тем не менее, после спасения Айна про награду ни Спайк, ни Джет не вспоминали. Айн сильно привязывается к Эд и позже даже решает покинуть Бибоп вместе с ней.
Сэйю: Коити Ямадэра

## История создания
Аниме было прорывным в своё время, объединив в себе комические приключения Люпена III с футуристическим изображением открытого космоса.

### Музыка
Музыку для Cowboy Bebop сочиняла и исполняла композитор Ёко Канно и организованная ей группа The Seatbelts. Также в сериале звучат композиции других исполнителей: Аой Тада («Wo Qui Non Coin»), Эмили Биндигер («Flying Teapot»), Масааки Эндо («Live in Baghdad»), Стив Конте («Call Me, Call Me»). Лирику к некоторым песням написал Тим Дженсен (его же голос звучит в опенинге «Tank!»).
Музыка стала одной из выдающихся составляющих «Ковбойского бибопа» и самым ярким набором композиций в истории аниме. Серии называются «сессиями» (по аналогии с музыкальными сессиями), каждая из которых имеет определённые музыкальные темы. Некоторые названия эпизодов заимствованы из известных названий альбомов или песен (например, «Bohemian Rhapsody» группы Queen, «Sympathy for the Devil» и «Honky Tonk Women» группы Rolling Stones, «My Funny Valentine» Ричарда Роджерса и Лоренца Харта). Также используются названия различных музыкальных жанров («Asteroid Blues», «Heavy Metal Queen», «Jupiter Jazz», «Mushroom Samba»).
Cowboy Bebop по голосованию IGN 2006 года был признан как имеющий величайший саундтрек за всю историю аниме.
Бибоп — подвид джаза. Однако в Cowboy Bebop используются не только бибоп-композиции, а также и композиции других жанров и стилей.

#### Саундтреки
- Cowboy Bebop OST 1
- Cowboy Bebop — Vitaminless
- Cowboy Bebop OST 2 - No Disc
- Cowboy Bebop OST 3 - BLUE
- Cowboy Bebop Remixes — Music for Freelance
- Cowboy Bebop OST 4 — Knockin' on Heaven’s Door — Cowgirl Ed
- Cowboy Bebop OST 4 — Knockin' on Heaven’s Door — Ask DNA
- Cowboy Bebop OST 4 — Knockin' on Heaven’s Door — Future Blues

## Медиа

### Манга
Во вселенной Cowboy Bebop было выпущено две манги. Обе выходили в сёдзё-журнале Asuka Fantasy DX издательства Kadokawa Shoten.
Первая манга Cowboy Bebop: Shooting Star была создана Каином Кугой и публиковалась с октябрьского выпуска 1997 года по июльский выпуск журнала в 1998 году. Она была позже переиздана двумя томами, вышедшими в мае и сентябре 1998 года.
Манга является альтернативным пересказом событий сериала с некоторыми изменениями в дизайне персонажей и Эд, ставшей парнем. Хотя в японской версии у глав не было названий, при переиздании манги на английском языке им были даны заголовки.
| № | Оригинальное издание | Оригинальное издание   | Издание на английском | Издание на английском  |
| № | Дата публикации      | ISBN                   | Дата публикации       | ISBN                   |
| - | -------------------- | ---------------------- | --------------------- | ---------------------- |
| 1 | 1 мая 1998           | ISBN 978-4-04-852935-8 | 8 апреля 2003         | ISBN 978-1-59182-297-4 |
| 2 | 1 сентября 1998      | ISBN 978-4-04-852997-6 | 10 июня 2003          | ISBN 978-1-59182-298-1 |

Вторая манга вышла под названием просто Cowboy Bebop и была написана Ютакой Нантэном. Она выходила в журнале с ноябрьского выпуска 1998 по мартовский 2000 года. Позже она была переиздана в трёх томах.
Обе манги были лицензированы Tokyopop для выпуска в Северной Америке.
| № | Оригинальное издание | Оригинальное издание   | Издание на английском | Издание на английском   |
| № | Дата публикации      | ISBN                   | Дата публикации       | ISBN                    |
| - | -------------------- | ---------------------- | --------------------- | ----------------------- |
| 1 | 8 апреля 1999        | ISBN 978-4-04-853078-1 | 23 апреля 2002        | ISBN 978-1-931514-91-00 |
| 2 | 1 ноября 1999        | ISBN 978-4-04-853136-8 | 25 июня 2002          | ISBN 978-1-931514-48-04 |
| 3 | 10 апреля 2000       | ISBN 978-4-04-853185-6 | 20 августа 2002       | ISBN 978-1-59182-033-8  |

### Версии с живыми актёрами
22 июля 2008 года If опубликовал на своем сайте статью о слухах про съемки фильма Cowboy Bebop студией 20th Century Fox. Продюсер Эрвин Стофф сообщал, что производство находится на ранних стадиях и соглашение было только-только подписано. На роль Спайка Шпигеля был заявлен Киану Ривз. 15 января 2009 года Variety подтвердил, что Sunrise Animation будет вплотную вовлечена в создание англоязычного проекта. Кэндзи Утида, Синъитиро Ватанабэ и сценарист Кэйко Нобутомо были заявлены в качестве продюсеров, а продюсер сериала Масахико Минами — в роли консультанта, тогда как сценаристом фильма должен стать Питер Крэйг. Выход фильма был запланирован на 2011 год, но проблемы с бюджетом заставили отложить выход. Сценарий был отправлен на переработку, чтобы уменьшить стоимость съемок. О проекте почти ничего не слышно после интервью с продюсером Джошуа Лонгом 15 октября 2010 года. 25 октября 2014 года в ходе MCM London Comicon Ватанабэ ответил на вопрос о фильме: «К сожалению, я не знаю, о чем они думают в Голливуде. Похоже проект не был остановлен, но я не знаю, что с ним будет в дальнейшем. Слышал, что там много „голливудских“ проблем.»
6 июня 2017 года была анонсирована разработка американского телесериала Tomorrow Studios, партнёрством между Marty Adelstein и Sunrise Inc.. Для работы над сценарием был заявлен Кристофер Йост, а шоураннером стал один из продюсеров Tomorrow Studios Андре Немец. 27 ноября 2018 года стало известно, что сериал выйдет в сервисе Netflix. 4 апреля 2019 года Variety опубликовал информацию, что главные роли сыграют: Джон Чо — Спайк Шпигель, Мустафа Шакир — Джет Блэк, Даниэлла Пинеда — Фэй Валентайн и Алекс Хассел — Вишез.
В октябре 2019 года работа была приостановлена на полгода из-за травмы колена Чо. Несмотря на большую паузу, руководство Netflix решило не менять главного актёра, чтобы успеть закончить съёмки вовремя.  19 мая 2020 года, во время интервью SyFy Wire, Марти Адельштейн сообщил, что  съёмки трёх эпизодов полностью завершены и что до травмы колена Чо они успели отснять как минимум шесть эпизодов . Тогда же выяснилось, что Синъитиро Ватанабэ будет участвовать в проекте в качестве креативного консультанта. Производство возобновилось 30 сентября 2020 года после того, как правительство Новой Зеландии одобрило продолжение работы после окончания закрытия страны из-за пандемии COVID-19. 15 марта 2021 года было объявлено о завершении съёмок телесериала.
В интервью Vanity Fair 26 октября 2021 года Йост заявил, что уже начал планировать структуру второго сезона сериала.
19 ноября 2021 года на Netflix вышли все десять серий первого сезона сериала.

### Компьютерные игры
Игра Cowboy Bebop была разработана и издана Bandai в Японии 14 мая 1998 года на PlayStation. Другая игра на PlayStation 2 — Cowboy Bebop: Tsuioku no Serenade была выпущена 25 августа 2005 года. Был запланирован её выход и на английском языке в Северной Америке, но в январе 2007 года сайт IGN сообщил, что, вероятно, этот релиз был отменён после объединения Bandai и Namco в Bandai Namco Games.

## Критика
Cowboy Bebop получил всеобщее признание, начиная с момента его первой трансляции. В 1998 году, японский критик Кейт Ри выделил сериал как выдающийся в остальном «заурядном» сезоне, высоко оценив его общую производственную ценность и выделив саундтрек Канно как «долгожданное изменение от всех слащавых J-pop-мелодий из большинства аниме». Ри также выделил японский «звёздный состав» шоу, который его коллега Марк Л. Джонсон описал как наполненный «ветеранами озвучивания», демонстрирующий даже лучшие выступления, чем у их американских коллег «выше среднего». В 1999 году австралийский журнал Hyper оценил Cowboy Bebop на 9 баллов.
Майк Крэндол из Anime News Network дал сериалу рейтинг «A +» для дублированной версии и рейтинг «A» для версии с дополнительными материалами. Он охарактеризовал сериал как «одно из самых популярных и уважаемых аниме в истории», затем добавил, что это «уникальное телешоу, которое умело выходит за рамки всех жанров». Крэндол похвалил персонажей как «одних из самых милых персонажей, когда-либо украшавших аниме», и озвучку, особенно «безупречный английский состав». Он также похвалил анимацию сериала «кинематографического качества», «сложный» сценарий и «невероятную» музыку. Крэндол назвал Ковбоя Бибопа «эпохальным» аниме». Кроме того, Майкл Тул из Anime News Network назвал Cowboy Bebop одним из самых важных аниме 1990-х годов.
T.H.E.M. Anime поставил всему сериалу высшую оценку 5 из 5 звезд, а рецензент Кристина Карпентер назвала «Cowboy Bebop» «одним из лучших [аниме]» и рекламировала его как шедевр, который «пристыдит большинство аниме ... и Голливуд». Она описала его как «очень стильный, красиво оформленный сериал, который заслуживает гораздо большего внимания, чем получает». Карпентер похвалила анимацию как «редкость и чудо, которое можно увидеть», и что она была «непревзойденной», а сюжет и персонажей  — как имеющие «изысканность и тонкость, практически единственные в своем роде». Она также похвалила саундтрек и назвала вступительную тему одной из лучших, которые она когда-либо слышала. Карпентер сказала, что Bebop «обязателен для любого серьезного коллекционера японской анимации».
В своей статье «Астероидный блюз: вечное наследие Ковбоя Бибопа» писатель The Atlantic Алекс Зюскинд утверждает: «На бумаге легендарный культовый аниме-сериал «Ковбой Бибоп» от Синъитиро Ватанабэ читается как Джон Уэйн, Элмор Леонард и Филип К. Дик придумали это во время дикой ночной пьянки с виски». Далее он пишет: «Ответы критиков и фанатов, возможно, звучали преувеличенно — слово «шедевр» часто упоминалось, — но похвала была оправдана. Ватанабэ, впервые соло-режиссёр, создал великолепный рассказ о морали, романтике и насилии — мрачный взгляд на жизнь преступников, снятый как независимый фильм».
В январе 2015 года телесценарист Кайл Миллс из DVD Talk оценил издание сериала на Blu-ray на пять звёзд. Он заявил: «Независимо от среды, будь то телевидение в прямом эфире, фильм или анимация, „Ковбой Бибоп“ — просто один из лучших когда-либо созданных примеров повествования». В своём обзоре Миллс описывает финал как «один из лучших в истории телевидения», называя его «широко почитаемым», который «до сих пор вызывает беседы фанатов и находит отклик у зрителей 15 лет спустя». В заключение он пишет: «Ковбой Бибоп заканчивается на ура».
В обзоре сериала в 2018 году критик Paste Джон Махер написал: «Это похоже на величайший опус , созданный на вершине долгой карьеры, несмотря на то, что почти невероятно, что это первый сериал Ватанабэ как режиссера. Это шедевр, который по праву должен войти в число лучших телевизионных произведений всех времен». Он также занял первое место в списке публикации «50 лучших аниме-сериалов всех времен».
На агрегаторе рецензий Rotten Tomatoes рейтинг одобрения сериала составляет 100% на основе 23 рецензий со средней оценкой 8,00/10. Критический консенсус веб-сайта гласит: «Ковбой Бибоп, сочетающий в себе головокружительное множество жанров и отсылок, является классикой аниме-телевидения, которую необходимо посмотреть».
В апреле 2019 года в интервью Диего Молано, создатель Victor & Valentino, сказал, что «Ковбой Бибоп» был первым аниме, которым он «одержим», поскольку в старшей школе он потратил время на отслеживание видеокассет с шоу. Он также утверждал, что этот сериал показал ему, «насколько кинематографичной и эмоциональной может быть анимация».

### Комментарии
1. ↑  См.[1][2][3][4][5][6]
2. ↑  См.[1][2][7][8][9][10][11]